# Alcides
Alcides o Alcidas (en llatí Alcidas, en grec antic Ἀλκίδας) fou un militar espartà que va viure al segle v aC.
L'any 428 aC va ser nomenat cap de la flota (navarc) de la Lliga del Peloponnès enviada a Lesbos, en ajut de Mitilene, assetjada pels atenencs. Mitilene es va rendir set dies abans de l'arribada dels espartans, i Alcides va decidir de tornar a Esparta sense intentar recuperar la ciutat o atacar algun punt de la costa de Jònia, encara que això se li havia recomanat.
Mentre baixava per la costa va capturar molts vaixells enemics i va matar molts atenencs o els seus aliats. Va arribar a Efes i d'allí va sortir cap Esparta tan de pressa com va poder, perquè era perseguit per la flota atenenca dirigida per Paques, que el va empaitar fins a Patmos, segons diu Tucídides.
Després de rebre reforços, Alcides va anar a Corcira l'any 427 aC, i quan els atenencs i la gent de Corcira van sortir del port per atacar-lo, els va derrotar i va desembarcar a l'illa, però assabentat que una flota atenenca molt forta es dirigia cap allí, va reembarcar i es va dirigir cap al Peloponnès.
El 426 aC fou un dels caps de la colònia lacedemònia establerta a Heraclea Traquínia, prop de les Termòpiles.